# Max Méreaux
Max Méreaux (Saint - Omer, 13 de outubro de 1946) é um compositor francês. Entrou para o Conservatório de Paris, onde estudou composição com Jacques Castérède.

## Principais composições
- Sonatinas para guitarra e piano.
- Sonatas para clarinete, violoncelo e piano.
- Suíte para dez instrumentos solistas.
- Pentacle para orquestra.
- Alturas de Macchu Picchu para barítono e orquestra.
- O Concerto para violino e onze instrumentos de cordas recebeu em 1981 o prêmio do famoso "Concurso Internacional de Composição Valentino Bucchi de Roma".
- O Concerto para violino e doze instrumentos de cordas é dedicado a Tibor Varga e a sua orquestra de cámara de Detmold (Alemanha).
- "Noctuor" para dois oboés, dois clarinetes, duas trompas e dois baixos.
- el catálogo está en el sitio de la bnf (catalogue BN-Opale Plus)